# Louis Siquet
Louis Siquet (ur. 9 sierpnia 1946 w Büllingen) – belgijski samorządowiec i urzędnik, senator, w latach 2004–2010 przewodniczący Parlamentu Niemieckojęzycznej Wspólnoty Belgii.

## Życiorys
Po ukończeniu szkoły średniej odbył kursy dla pracowników socjalnych. Został zatrudniony jako pracownik socjalny, doszedł do stanowiska szefa jednego z departamentów. Zaangażował się w działalność Sozialistische Partei, niemieckojęzycznej odnogi walońskich socjalistów. Od 1997 do 2015 zasiadał w Parlamencie Niemieckojęzycznej Wspólnoty Belgii (do 2004 mającej status rady, następnie podniesionej do rangi parlamentu wspólnotowego). W latach 2004–2010 pełnił funkcję przewodniczącego tego gremium. Ponadto w latach 1999–2004 i 2010–2014 był członkiem federalnego Senatu wskazanym przez Wspólnotę Niemieckojęzyczną; zasiadał także w radzie międzyparlamentarnej krajów Beneluksu. W 2015 zrezygnował z mandatu.
Odznaczony m.in. Orderem Leopolda II klasy (2009), Odznaką Obywatelską II klasy (1997) oraz Złotym Medalem Obywatelskim I klasy (1987).